# Maud Carnegie, Condessa de Southesk
Maud Carnegie, Condessa de Southesk (nome pessoal em inglês: Maud Alexandra Victoria Georgina Bertha Duff; Londres, 3 de abril de 1893 – Londres, 14 de dezembro de 1945) foi a filha mais nova de Alexandre Duff, 1.º Duque de Fife, e sua esposa Luísa, Princesa Real, sendo assim neta do rei Eduardo VII do Reino Unido. Ela e sua irmã mais velha Alexandra tem a distinção de serem as únicas descendentes de um soberano britânico na linhagem feminina a oficialmente receberem o título de princesa e o estilo de "Sua Alteza".
Além de descendente de Eduardo VII, ela e seus irmãos também eram descendentes do rei Guilherme IV pela linhagem ilegítima. Apesar de frequentemente realizar aparições públicas junto com a família real e comparecer a eventos como funerais e coroações, Maud não realizava deveres reais.
Ela se casou em novembro de 1923 com Charles Carnegie, Lorde Carnegie, filho mais velho de Charles Carnegie, 10.º Conde de Southesk. Como seu tio o rei Jorge V ficou insatisfeito pela decisão do pai de elevar Maud e Alexandra para princesa, ele a instruiu a deixar de usar o título assim que se casasse; dessa forma, ela passou a ser conhecida como "Maud Carnegie". Apesar disso ela permaneceu oficialmente como princesa até sua morte em 1945.